# Francisco de Miranda
Pour les articles homonymes, voir Miranda et Francisco de Miranda (homonymie).
Francisco de Miranda, né le 28 mars 1750 à Caracas (Venezuela) et mort le 14 juillet 1816 à San Fernando (province de Cadix) (Espagne), est un militaire et homme d'État vénézuélien, héros de l'indépendance de son pays. Il fut nommé généralissime et dictateur absolu de la première république vénézuélienne, le 25 avril 1812, jusqu'à sa destitution, le 31 juillet 1812. Il fait partie des généraux de la Révolution française, et à ce titre, il est l'un des rares étrangers  et le seul Latino-Américain dont le nom est gravé sur l'Arc de triomphe place de l'Étoile à Paris. Livré par Simón Bolívar aux Espagnols, il est transféré à Cadiz à la fin de l'année 1813 et emprisonné enchaîné à la citadelle de La Carraca où il meurt de la fièvre quelques mois plus tard.

## Biographie

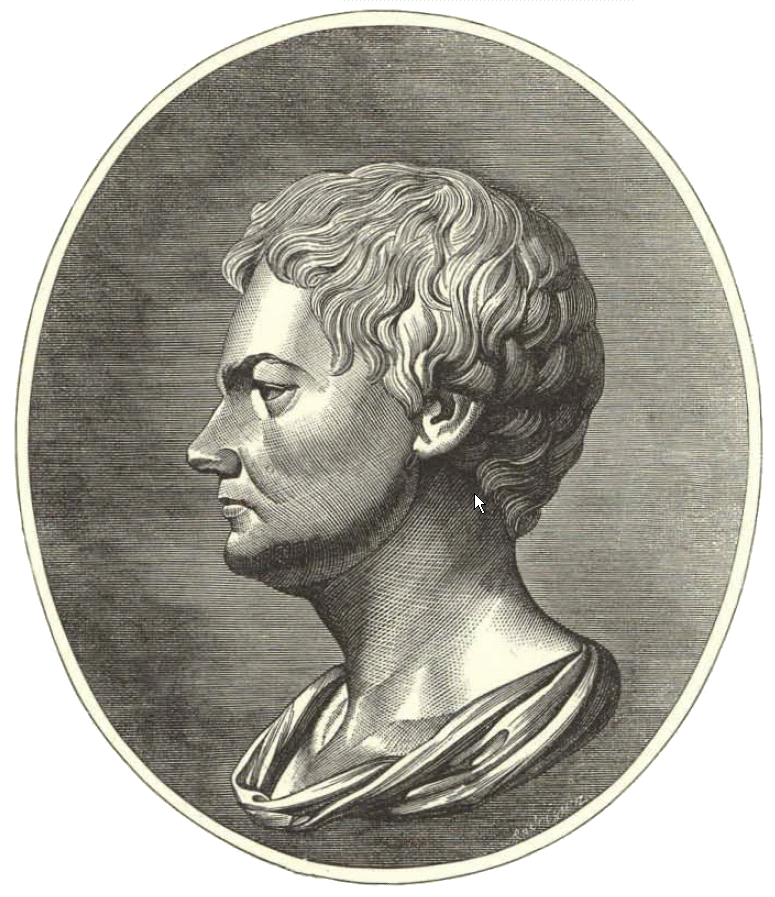
Représentation de Francisco de Miranda, dans le périodique colombien Papel Periódico Ilustrado (1881-1887).

### Origines et formation
Né à Caracas le 28 mars 1750, Sebastián Francisco de Miranda est le fils de Sebastián de Miranda Ravelo (1721-1791), issu d'une famille originaire de Tenerife. Il est possible que les Miranda soient liés à la diaspora juive ayant émigré aux îles Canaries après 1492, puis à Caracas au début du XVIIIe siècle : toujours est-il qu'il s'y installe comme marchand de tissus et de toiles et qu'il y épouse le 24 avril 1749 Francisca Antonia Rodríguez de Espinosa, également d'origine canarienne. Francisco est le premier né de neuf fils et filles. Ses parents mènent au départ un train de vie relativement modeste, restant entre colons venus de leurs îles, puis leur situation s'améliore, devenant propriétaires de plusieurs bâtiments dans la ville. Ils doivent cependant composer avec le monopole commercial de la Real Compañía Guipuzcoana. Par ailleurs, les Miranda subissent le mépris de la part des colons mantuanos, ces créoles assurés d'un lignage espagnol continental, et sont discriminés et par leurs origines et par leur profession.
En dépit ou à cause de ce climat de rejet, son père pousse Francisco à accomplir des études de qualité. Le 10 janvier 1762, le presque adolescent entre à l'université royale et pontificale de Caracas et étudie auprès de jésuites pendant deux ans le latin, la grammaire et le catéchisme. Durant les trois années suivantes, il approfondit ses humanités, complétées par des cours d'histoire sacrée et profane, d'arithmétique et de géographie. À 17 ans, il devient bachelier, ce qui lui donne le choix entre la théologie, la jurisprudence ou la médecine. Francisco connaît sur le plan théorique l'art militaire. Sur le plan pratique, son père lui demande de le rejoindre au sein d'une milice privée, ces formations assurent la sécurité des habitants de Caracas, mais se retrouvent en rivalité territoriale ; par exemple, les mantuanos reprochent à son père d'être devenu capitaine d'un « batallón de milicias de blancos de Caracas » (« compagnie des canariens blancs »), qu'il réussit à diriger pendant cinq ans. En 1769, Sebastian Miranda doit présenter un acte notarial pour prouver qu'il n'a aucun lignage juif, africain ou musulman. En 1770, Sebastian porte devant les tribunaux son affaire et obtient gain de cause, pleinement reconnu dans ses droits, mais se met à dos une bonne partie de l'aristocratie locale. Une telle ségrégation prend fin en 1772 sur intervention du roi Charles III, mais Francisco, à cette époque, est déjà loin. Sans doute exaspéré par cette situation et ce climat de suspicion, il décide de partir pour l'Espagne : le 25 janvier 1771, il embarque au port de La Guaira, sur un bateau suédois, le Prinz Frederick, pour aller servir dans l'armée royale basée à Cadix.

### L'Espagne (1771-1780)
Arrivé à Cadix le 1er mars 1771, il n'y reste que deux semaines, en compagnie d'un parent éloigné, José D'Anino. Dès le 28 mars il rejoint Madrid dont il fréquente les bibliothèques, s'intéressant à l'architecture et à l'art, se perfectionnant en langues française, anglaise et italienne. Il élargit aussi son champ de connaissance en mathématiques, en histoire et en sciences politiques, dans le but de servir la couronne espagnole en tant qu'officier militaire. Il entreprend aussi des recherches généalogiques sur ses ancêtres. C'est à Madrid que Miranda commence à se constituer une bibliothèque qui le suivra dans presque tous ses voyages, au cours desquels il collectionnait des ouvrages et des manuscrits. Le 7 janvier 1773, son père lui ayant fait parvenir la somme de 85 000 réaux en pièces d'argent, il obtient devant notaire sa Patente de Capitán (capitaine de régiment).

### Premières campagnes
Le capitaine Miranda est affecté au Regimiento de Infantería de la Princesa (régiment d'infanterie de la Princesse), sous le commandement du général Juan Manuel de Cajigal y Monserrat (1739-1811), entamant ainsi sa carrière militaire.
Durant un an, il voyage avec son régiment principalement en Afrique du Nord et dans la province d'Andalousie. En décembre 1774, l'Espagne déclare la guerre au Maroc et Miranda connaît son premier combat durant le siège de Melilla qui se termine le 19 mars 1775 par la victoire des Espagnols qui réussissent à repousser les forces du sultan Mohammed ben Abdallah, lequel devait être soutenu par les Britanniques mais l'aide promise n'arriva jamais. En juillet 1775, ses troupes arrivent aux abords d'Alger, puis il rejoint subitement la garnison de Cadix. Son livret militaire de campagne à Alger révèle qu'il fut l'objet de nombreuses plaintes disciplinaires, on lui reproche de passer trop de temps à lire, mais aussi des histoires d'argent, et, plus grave, ses abus de pouvoir. Il a pour ennemi le comte Alejandro O'Reilly qui l'accuse d'avoir égaré l'intendance financière de sa compagnie et d'être brutal avec ses hommes. Un rapport, rédigé par O'Reilly, arriva entre les mains du ministre qui ordonna son retour à Cadix. Là, il est placé sous les ordres du général Juan Manuel Cagigal y Monserrat, qui deviendra
plus tard son ami.

### Missions en Amérique et aux Antilles
L’Espagne de Charles III décide de s'impliquer dans la guerre d’indépendance des États-Unis, tout comme la France, dans un but intéressé, celui d’étendre ses territoires en Louisiane, de récupérer la Floride, mais aussi Gibraltar, forçant ainsi les Britanniques à maintenir plusieurs fronts simultanément. Les troupes du capitaine général de la Louisiane, Bernardo de Galvez, en 1779, attaquent les Britanniques à Baton Rouge et Natchez, les chassant du bassin inférieur du Mississippi, présence qui menaçait La Nouvelle-Orléans. Pour renforcer ce contingent espagnol, on organise depuis Cadix une flotte expéditionnaire au début de 1780 sous le commandement de l'amiral José Solano y Bote. Le capitaine Miranda y participe en tant que membre des troupes d'infanterie sous les ordres de Cajigal. La flotte quitte Cadix le 28 avril 1780 et parvient à La Havane le 4 août.
Du 9 mars au 8 mai 1781 se déroule la bataille de Pensacola en Floride, qui voit les troupes espagnoles alliées aux françaises dirigées par François-Aymar de Monteil, infliger une défaite aux Britanniques. Cajogal nomme Miranda lieutenant-colonel pour sa connaissance du terrain et des cartes puis lui confie une mission secrète, celle d'aller à Kingston (Jamaïque) pour négocier un échange de prisonniers avec les Britanniques. Il y arrive le 20 septembre. Au départ, les Anglais sont méfiants, mais en moins de deux mois, l'accord est signé. Le 17 novembre, il revient à La Havane, avec dans ses affaires les plans et la situation exacte des troupes britanniques en Jamaïque : telle était en réalité le but de la mission. Il établit en même temps le contact avec l'amiral français de Grasse, pour lequel il organise le ravitaillement de la flotte, réunissant les fonds et les fournitures nécessaires. Cette action permet aux Français de rejoindre la baie de Chesapeake et de contribuer à la victoire de George Washington à Yorktown (septembre-octobre 1781).
Son ascension aurait pu être ralentie par une sombre affaire qui le rattrapa le 5 février 1782. Le tribunal du Saint-Office de l'Inquisition avait lancé une enquête de mœurs contre lui deux ans plus tôt et découvert des livres obscènes dans ses affaires. Défendue par le général Cajigal, l'affaire de Miranda fut portée devant le roi d'Espagne pour arbitrage.
Pendant le déroulement de ces événement, il participe à l'attaque surprise des îles Bahamas, conduisant à la capitulation des Britanniques le 8 mai 1782. À l'annonce
de ce succès qu'il fait à  Bernardo de Gálvez, ce dernier, n'ayant pas été mis au courant de l'opération, entre dans une violente colère et ordonne la mise aux arrêts de Gajigal et Miranda. Libéré quelques jours après et déçu par les lenteurs administratives espagnoles, Miranda négocie la rétrocession des îles à l'Espagne avant d'être promu colonel sous les ordres de Bernardo de Gálvez et cantonné à Guárico (Cuba).
À cette époque, les Espagnols qui préparent une action commune avec les Français pour envahir la Jamaïque, dernier bastion britannique dans le golfe du Mexique, considèrent que Guárico est l'endroit idéal pour planifier une telle opération, étant proche de l'île convoitée et offrant un accès facile aux troupes. Miranda est considéré comme la personne la mieux placée pour gérer l'action, compte tenu de la connaissance des lieux qu'il avait acquise lors de sa précédente mission secrète menée avec succès. Malencontreusement, une attaque inattendue des Britanniques se produit, mettant alors en difficulté la flotte française avec pour conséquence la conclusion d'une trêve séparée entre la Grande-Bretagne et la France, et l'annulation de l'invasion initialement projetée.

### L'exil américain (1783-1784)
Avec l'échec de l'invasion de la Jamaïque, les priorités des autorités espagnoles évoluent ;  par ailleurs, le procès de l'Inquisition contre Miranda s'intensifie, puis les choses se compliquent. Miranda est déféré à La Havane pour y être arrêté et renvoyé en Espagne. En février 1783, le ministre des Indes José de Gálvez charge le capitaine général de La Havane Luis de Unzaga y Amézaga dit « le conciliateur » de mettre aux arrêts  Miranda. La mission d'Unzaga parvient aux oreilles de Miranda, qui sait qu'en Espagne, il n'aura pas droit à un procès équitable. Il parvient à faire échouer le plan d'arrestation avec l'aide de Cajigal et de l'Américain James Seagrove, qui organise son exfiltration sur un navire partant le 1er juin 1783 pour les États-Unis où il débarque le 10 juillet 1783 à New York. Pendant son séjour aux États-Unis - qui dure près d'un an et demi - Miranda fait une étude critique de leurs défenses militaires, qui démontre sa connaissance approfondie du sujet.
Il séjourne dans plusieurs villes, à chaque fois passe de longs moments en bibliothèque, où il rencontre ou croise énormément de monde. Il étudie ainsi les gens, leurs mœurs et coutumes et se lie parfois d'amitié avec eux et chaque fois comprend mieux la société américaine comme lors de son passage par Charleston, Philadelphie et Boston. À New York, il rencontre la famille Livingston, qui joue un rôle politique éminent. Il semble que Miranda engagea une relation amoureuse avec Susan Livingston, la fille du chancelier Livingston. Bien que Miranda lui ait écrit pendant des années, il ne la revit jamais.
Explorant les villes américaines, Miranda rencontra de nombreuses personnalités importantes. Il connaissait personnellement George Washington à Philadelphie. Il s'entretint avec le général Henry Knox, mais aussi avec Thomas Paine, Alexander Hamilton, Samuel Adams et Thomas Jefferson. Il a également visité diverses institutions de la nouvelle nation qui l'ont impressionné, comme la bibliothèque de Newport ou le Princeton College.
La raison pour laquelle Miranda quitte ce pays reste hypothétique : selon certains historiens,, il se pourrait que les services secrets français l'ait dénoncé aux autorités américaines comme agent infiltré ; la France et l'Espagne connaissaient alors des relations tendues depuis l'échec de l'opération en Jamaïque et la présence française en Louisiane contrariait également certains plans de Madrid.

### Retour en Europe

#### Londres
Le 15 décembre 1784, Miranda embarque à Boston à bord du Neptuno, un navire marchand qui arrive à Londres le 10 février 1785. Sur place, il se retrouve confronté à la communauté espagnole qui se montre agressive et suspicieuse. Les archives de Madrid révèlent qu'il était alors surveillé parce que suspecté de conspirer contre l'Espagne ; il est surtout connu des Britanniques comme un ancien militaire très intelligent qui sait réunir autour de lui des intellectuels.
Parmi eux, on compte le premier secrétaire de l'ambassade des États-Unis, le colonel William Stephens Smith, avec qui Miranda est lié depuis son séjour à New York. En juin 1786, Smith épousa Abigail Adams Nabby, la fille de John Adams, futur président américain.

#### La Prusse
Miranda et le colonel Smith décident de se rendre en Prusse pour assister aux manœuvres militaires préparées par le roi Frédéric II. Bernardo del Campo, ambassadeur d'Espagne dans la capitale britannique depuis 1783, charge Miranda de remettre une lettre à son homologue à Berlin, tandis que James Penman, homme d'affaires anglais avec qui Miranda est lié d'amitié depuis Charleston, prend soin de garder ses affaires et ses précieux ouvrages pendant la durée du voyage.
Cependant, l'ambassadeur d'Espagne, faussement protecteur, intrigue en réalité pour que Miranda soit arrêté à son arrivée à Calais, où il pourrait ainsi être livré à l'Espagne. Le plan échoue parce que les deux amis passent le 10 août 1785 par le port hollandais de Hellevoetsluis.

#### LaSuède
Entre septembre et décembre 1787, Miranda voyage à travers la Suède, et visite également la Norvège. Miranda arrive à Stockholm le 21 septembre 1787 en provenance de Saint-Pétersbourg, et il reste dans la ville jusqu'au 24 septembre, revenant le 3 octobre et y restant ensuite pendant près d'un mois jusqu'au 1er novembre. Il porte une lettre de recommandation de l'impératrice Catherine la Grande et reçoit également le soutien de l'ambassadeur de Russie à Stockholm, Andrey Razumovsky. Grâce à ces relations, il est invité au Palais de Stockholm et est reçu en audience par le roi Gustave III le 17 octobre. Cependant, en décembre, l'ambassadeur d'Espagne à Stockholm, Ignacio de Corral, demande que Miranda soit extradé, mais à cette date celui-ci est déjà parti.
Miranda fait alors route pour la Norvège, puis arrive au Danemark en 1787. Mais la presse danoise l'accuse d'être un espion de l'impératrice de Russie. On parle d'extradition vers l'Espagne. Cependant, le roi du Danemark l'assure de son soutien. Comme Francisco Miranda s'ennuie à la Cour du Danemark, il décide de se rendre en Allemagne. En voyant le canal qui fait communiquer la Baltique à la mer du Nord, il imagine la possibilité d'en creuser un à Panama qui joindrait l'Atlantique et le Pacifique. Il voyage ensuite en Belgique et en Suisse et, le 24 mai 1789, Francisco Miranda arrive à Paris.

#### La Russie
Après la traversée des Pays-Bas, puis de l'Allemagne, Miranda explore l'Autriche, la Hongrie, la Pologne, puis séjourne sur les terres grecques et italiennes où il reste plus d'un an. À Fertőd, il dort dans le palais du prince hongrois Nicolás I Esterházy, qui sympathise avec ses idées et, en plus de l'accueillir courtoisement, l'envoie dans une de ses voitures avec une lettre de recommandation pour rencontrer le célèbre musicien Joseph Haydn.
Depuis les îles grecques, Miranda arrive à Constantinople, la capitale ottomane avec laquelle les Espagnols entretenaient des relations diplomatiques depuis 1783, mais il est contraint de subir une quarantaine à Kherson. Là, le prince de Potemkine vient le chercher et le présente le 13 février 1787 à Catherine II dont la cour réside à Kiev. L'impératrice se montre très intéressée par les descriptions que lui fait Miranda de l'Amérique et de son système de gouvernement. Il rejoint Londres sans doute au début de 1789.
Dans la capitale anglaise, une nouvelle tentative des services diplomatiques espagnols de le faire arrêter échoue, quand l'ambassadeur de Russie à Londres, Semion Vorontsov, affirme le 4 août 1789 au secrétaire du Foreign Office, Francis Osborne (1751-1799), que Miranda, bien que sujet espagnol, est en réalité chargé de mission diplomatique au nom de la Russie.
Sillonnant l'Europe, agissant en tant que diplomate, il joue un rôle peu après la crise de Nootka, en février 1790, pour présenter à certains membres du Cabinet britannique ses idées relatives à l'indépendance des colonies espagnoles en Amérique. Durant cette crise, la flotte espagnole est en effet venue narguer la flotte britannique au large de Vancouver.

#### En France avec la Révolution
À Paris en 1791, où son esprit brillant et sa forte personnalité lui ouvrent les salons les mieux fréquentés, il se lie d'amitié avec Brissot et Jérôme Pétion de Villeneuve, puis est nommé maréchal de camp dans l'armée de Dumouriez le 25 août 1792 et participe entre autres à la bataille de Valmy. Sa conduite est récompensée par sa promotion au grade de lieutenant-général le 3 octobre 1792. Il est le seul Latino-Américain qui ait son nom gravé sous l'Arc de triomphe de l'Étoile en souvenir de sa participation à cette bataille.
Sous la Terreur instituée par Bertrand Barère, Miranda est arrêté à plusieurs reprises par les Jacobins, et enfermé à la Conciergerie. Son procès se déroule en avril 1793, il est accusé de négligence présumée dans la défense de Maastricht deux mois plus tôt, mais est défendu par Claude François Chauveau-Lagarde. Disculpé, il est de nouveau attaqué par Marat, et, de nouveau arrêté en juillet, puis incarcéré à la prison de La Force. Durant son procès, le Comité de salut public se révèle incapable de statuer sur son sort, car Miranda a déjà été jugé innocent ; celui-ci doit donc retourner moisir en prison. On ne le relâche pas après la chute de Robespierre. Miranda finit par être libéré 6 mois plus tard, en janvier 1795, grâce à l'intervention de Quatremère de Quincy.
Soupçonné ensuite de comploter avec les royalistes modérés, il risque la déportation après le coup d'État du 18 fructidor an V (4 septembre 1797). Le Directoire recherche le « général péruvien » [sic] dans tout Paris, mais Miranda se cache, puis réussit à s'enfuir pour se réfugier de nouveau en Angleterre grâce à un navire danois qui le débarque à Douvres en janvier 1798.
À Londres, où il finit par se marier, il présente à William Pitt le Jeune, Premier ministre, un plan de libération du continent sud-américain (occupation militaire britannique des principales villes du continent). Mais Pitt, très préoccupé par les évènements en France, notamment l'ascension de Bonaparte, lui oppose une fin de non-recevoir.

### Expéditions sud-américaines (1804-1808)

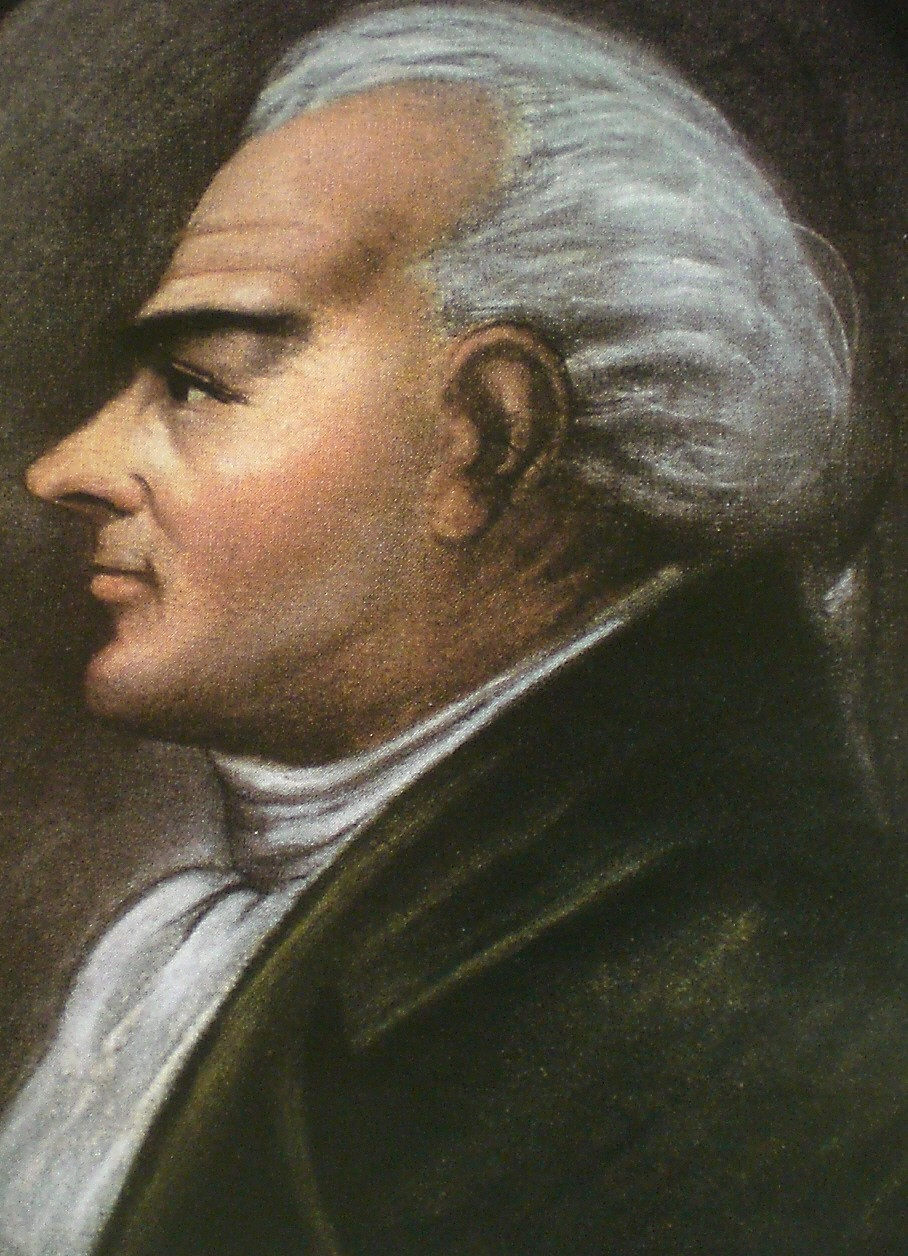
Portrait de Miranda par un inconnu (1806).

#### Opérations britanniques (1804–1805)
En 1804, Miranda, âgé de 54 ans, marié et père d'un enfant, présente de nouveau au gouvernement britannique un plan  militaire pour libérer la Capitainerie générale du Venezuela du joug espagnol. À cette époque, la Grande-Bretagne est en guerre contre l'Espagne, alors alliée de la France. Home Riggs Popham est chargé de mission par Pitt en 1805, et doit étudier les plans proposés par Miranda. Son enquête révèle qu'en effet, au sein des colonies espagnoles la colère gronde, et qu'il semble possible de profiter de la situation pour tenter diverses opérations de débarquement. La plupart vont se solder par des échecs, comme celle de prendre Buenos Aires (1806), les forces britanniques finissant par être repoussées. Mais surtout Miranda se retrouve déçu par les priorités militaires affichées par Pitt et les Royal Marines qui ne visent pas du tout Caracas. En novembre 1805, Miranda quitte Londres pour New York où il reprend contact avec le colonel William Stephens Smith (en), alors inspecteur général du port, qui le présente au marchand et armateur Samuel G. Ogden (es) (1746-1810),.

#### Expéditions vénézuéliennes (1806)

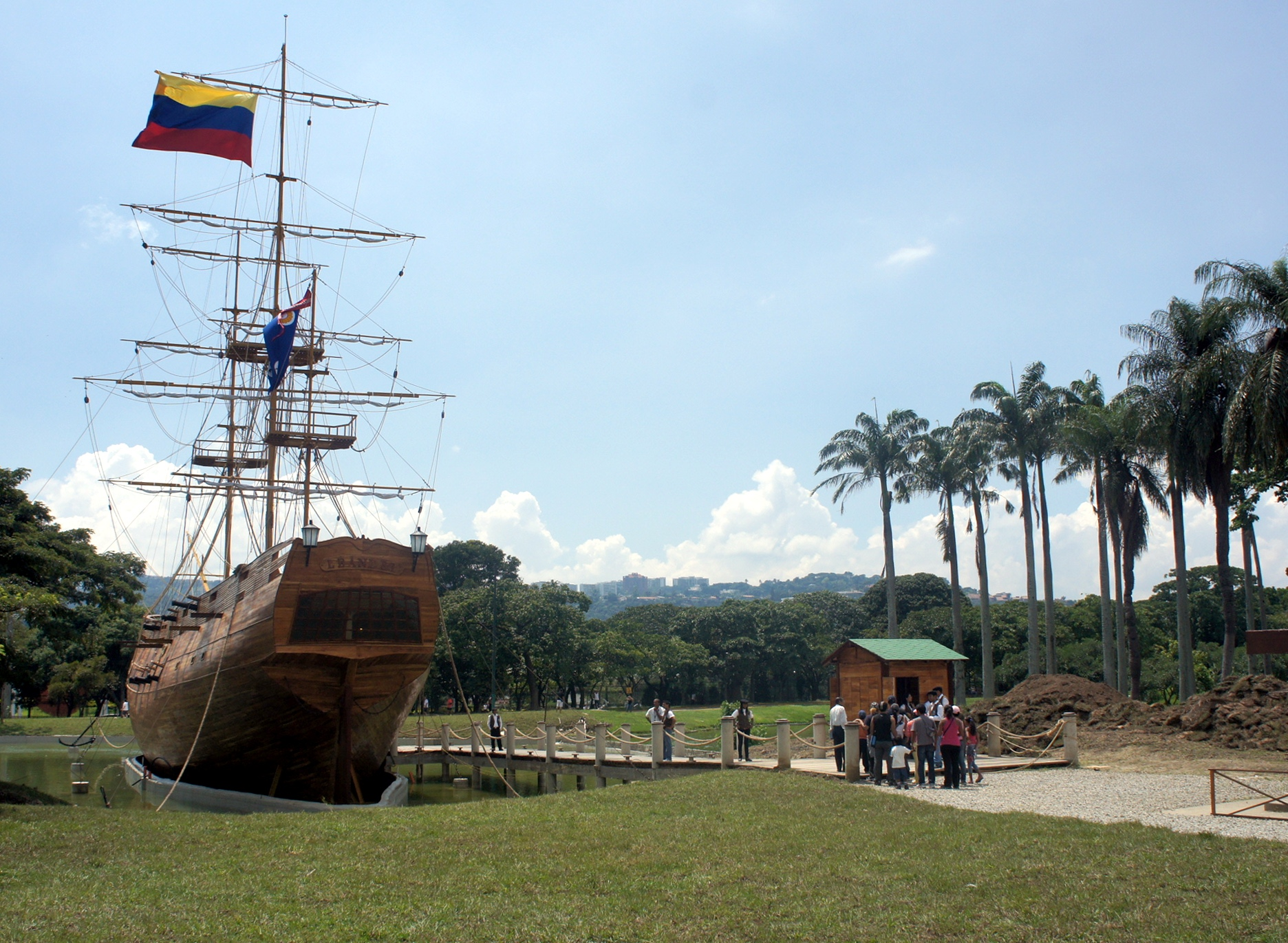
Le Leander, une réplique exposée au Parque Generalísimo Francisco de Miranda (Caracas).

Drapeau utilisé par Miranda en 1806, durant ses expéditions vénézuéliennes.

Miranda obtient ses entrées à la Maison-Blanche, rencontre en privé le président Thomas Jefferson et son secrétaire d'État James Madison, qui ne peuvent impliquer le pays dans de telles opérations sans violer le Neutrality Act of 1794 (en). De retour à New York, Miranda réussit grâce à l'aide financière et logistique du colonel Smith, à lever une armée privée de flibustiers, des mercenaires qu'il parvient à équiper et armer. Au nombre de 200 volontaires, Miranda s'adjoint au commandement le propre fils de Smith, William Steuben, et David G. Burnet, le futur président par intérim de la république du Texas (1836). Un bateau équipé de dix-huit canons est armé grâce à Odgen et rebaptisé Leander, du nom du fils de Miranda. Il quitte New York le 2 février 1806.
Parvenu vers le 20 février à Jacmel, en Haïti, Miranda équipe deux nouveaux navires, le Bee et le Bacchus, ainsi que leurs équipages. Le 12 mars, Miranda hisse au mât du Leander, le premier drapeau du Venezuela libre qu'il a fait fabriquer. Le 28 avril, échec d'une première tentative de débarquement à Ocumare de la Costa, quand deux navires garde-côtes espagnols, l’Argos et le Celoso, s'emparent du Bacchus et du Bee, faisant prisonniers soixante hommes, la plupart américains, qui passent en jugement à Puerto Cabello pour piraterie. Sur ce, dix « mercenaires » sont condamnés à mort, pendus et démembrés en place publique le 21 juillet à Puerto Cabello : l'une des victimes est un jeune imprimeur, Miles L. Hall. Les autres prisonniers, officiers et membres d'équipage, sont envoyés aux travaux forcés pour une durée de dix ans. Tous ces hommes comptent parmi les premiers martyrs de la révolution vénézuélienne,.
Le Leander, sous les ordres de Miranda, parvient à s'échapper. Il croise en chemin un navire de la Royal Navy, le Lilly, qui l'escorte jusqu'aux îles de la Grenade, puis pour Trinidad, et enfin à la Barbade. Là, Miranda rencontre l'amiral Alexander Cochrane, qui parvient à convaincre le gouverneur de Trinidad, Thomas Hislop (1764-1843), d'offrir de l'aide à Miranda, la Grande-Bretagne étant toujours en guerre contre l'Espagne.
Le Leander quitte Port of Spain le 24 juillet, accompagné par quatre navires britanniques, l’Express, l’Attentive, le Prevost et le Lilly, représentant un contingent de plus de 200 hommes. Le général Miranda choisit de débarquer en une baie discrète, à La Vela de Coro, où l'escouade jette l'ancre le 1er août. Le lendemain, le Bacchante se joint à la flotte durant trois jours. Le 3 août, soixante volontaires trinidadiens commandé par le comte de Rouvray, soixante autres par le colonel Dowie, et trente marines du Lilly sous les ordres du lieutenant Beddingfelt, débarquent, s'emparent des rivages, font prisonnier un bataillon espagnol et confisquent plusieurs canons, essuyant quelques blessés. Peu après, des volontaires américains débarquent à leur tour, cette fois du Bacchante. Plusieurs forts sont pris d'assaut, les forces espagnoles finissant par battre en retraite.
À la tête d'une centaine d'hommes, Miranda marche sur Santa Ana de Coro dont il s'empare, mais ne rencontre aucun soutien de la part des habitants. Cependant, le 8 août, une colonne de 2 000 soldats espagnols arrive. En six jours, Miranda comprend que la partie est perdue. D'abord, ils parviennent à résister, mais vingt de leurs marins qui prenaient l'eau pour se rafraichir sont alors capturés par les Espagnols. Puis, 400 soldats espagnols supplémentaires arrivent de Maracaibo. Le 13 août, face au siège, Miranda renonce à tenir les positions de Coro. Tous ses hommes embarquent sains et saufs à bord du Lilly qui vogue vers Aruba.
Au lendemain de l'échec de l'expédition, le marquis Casa de Irujo, ambassadeur d'Espagne à Washington, a dénoncé le soutien des États-Unis au général Miranda pour envahir le Venezuela en violation du Neutrality Act de 1794.
Cependant, Washington entend parler de cette mésaventure, le scandale enfle, et les conséquences vont être d'ordre disciplinaire : après l'échec de cette mission, Smith et Odgen sont arrêtés à New York et passent devant un jury fédéral pour piraterie et violation du traité de neutralité de 1794. Face à la commission, le colonel Smith se défend, affirmant que Thomas Jefferson et James Madison connaissaient le but de l'opération. Convoqués, les deux hommes d'État refusent de se présenter face au jury fédéral. En définitive, Smith et Odgen sont relaxés.

#### Opération avortée de 1808
Miranda passe l'année 1807 à Trinidad, hôte du gouverneur Hyslop, attendant des renforts qui jamais n'arrivèrent. Il décide de repartir pour Londres. Dans la capitale anglaise, il reçoit désormais un bien meilleur accueil. Entretemps, les Britanniques avaient échoué eux aussi dans leurs tentatives d'invasion de Buenos Aires (1806-1807). En 1808, Miranda réussit à convaincre le duc de Wellington de rassembler une force navale pour débarquer au Venezuela mais à ce moment-là, les conditions politiques changent radicalement : les armées de Napoléon envahissent l'Espagne, laquelle rejoint l'alliance britannique, déclenchant la Guerre péninsulaire. Napoléon Ier ayant intronisé son frère Joseph Bonaparte à Madrid, des juntas ont été créées spontanément pour lutter pour la réintégration de Ferdinand VII, prisonnier à Valençay, reconnu par diverses juntes, le conseil de régence et les Cortes de Cadix, comme roi légitime d'Espagne. En attendant, la souveraineté devait passer au peuple.
Début 1810, face à la situation critique des affaires espagnoles, Miranda et Jose de Antepara à Cavendish Square, éditent le premier numéro de El Colombiano, une gazette à deux colonnes en langue espagnole avec la devise « La matière est l'émancipation, le bonheur est la liberté ». Les textes d'El Colombiano ont été principalement extraits et reproduits dans les gazettes de Buenos Aires et Caracas.
Pendant ce temps, le duc d'Alburquerque, ambassadeur d'Espagne à Londres, a tenté par tous les moyens de faire cesser la publication qui, selon lui, allait « révolutionner » les Américains, en raison de son « caractère incendiaire, subversif et contraire au bon ordre, à la tranquillité et à l'union qui devraient régner dans les Amériques ». C'est pourquoi sa circulation dans les colonies était strictement interdite. El Colombiano a cessé de paraître par prudence après cinq numéros, pour éviter les représailles qui pouvaient survenir du ministère des Affaires étrangères face aux réclamations continues du diplomate espagnol.

### Retour au Venezuela

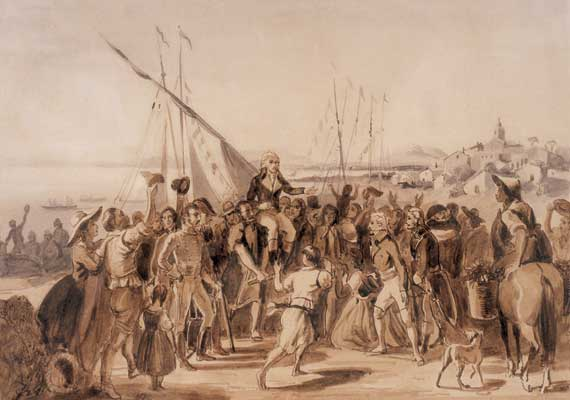
Miranda salué lors de son arrivée à La Guaira, lavis de Johann Moritz Rugendas (vers 1840) — Caracas, Fundación John Boulton.

À Caracas, certains notables échauffés par la situation politique espagnole et l'arrivée de contingents français dans la ville, déclenchent la révolution du 19 avril 1810 et forment la Junte suprême qui au départ se déclare fidèle à Ferdinand VII. Le 1er juillet, un article paraît dans The Examiner de Londres, évoquant la situation à Caracas et la reliant aux opérations militaires passées de Miranda. Délégués par la Junte, Andres Bello, Simón Bolívar et Luis López Méndez se rendent le 19 juillet auprès de Richard Wellesley, frère du duc de Wellington, et du roi Georges III pour plaider leur cause. Au passage, ils persuadent Miranda de les rejoindre à Caracas, espérant ainsi obtenir encore plus de soutien de la part des Britanniques. Il est possible que les trois hommes concluent une sorte de marché sur l'avenir politique du Venezuela. Toujours est-il que les officiels britanniques se gardent bien de sortir de leur neutralité : la question du sort des colonies espagnoles n'est pas de leur ressort. Bolivar, malgré la méfiance de certains des membres de la Junte, présente Miranda comme un militaire d'expérience, sage, visionnaire, et ayant souffert par le passé dans ses tentatives de libérer le Venezuela : le mythe d'El Precursor est en marche. Francisco de Miranda et Jose de Antepara accompagnèrent Bolívar, Bello et  López Méndez à la réception diplomatique donnée par le ministre Richard Wellesley au Foreign Office au nom du gouvernement de Sa Majesté. Cette commission a été acclamée par la presse anglaise avec le titre de «ambassadeurs d'Amérique du Sud» et a obtenu une offre de soutien de la flotte britannique au cas où la France attaquerait les côtes du Venezuela, en soutien au régime espagnol. L'ambassadeur de Madrid, le duc d'Albuquerque, a de nouveau protesté contre le traitement très honorable réservé aux "Insurgés". Le 3 août, Miranda écrit une lettre à la Junte pour exprimer son total soutien et annoncer son arrivée. Mais au même moment, il informe Wellesley de ses plans, à savoir libérer le Venezuela, en faire un pays indépendant, ce qui n'est pas du tout le discours officiel tenu par Bolivar et Méndez. Le 29 août, l'amirauté britannique recommande à Miranda de ne pas embarquer sur le même bateau que ses deux compatriotes, car, de son côté, l'ambassadeur espagnol tente de le faire arrêter. Miranda patiente encore de longues semaines. Nicholas Vansittart l'aide financièrement à préparer son voyage de retour au pays. Il embarque le 10 octobre avec toute sa famille et accoste à La Guaira le 4 décembre où il est accueilli par une délégation menée par Bolivar. Le 21 décembre, la Gaceta de Caracas rapporte le retour du général Miranda à Caracas, salué par une foule en liesse. En février 1811, le secrétaire général de la Junte, José Tomás Santana, le fait nommer général de l'armée, lui accorde un traitement et fait annuler toutes les condamnations qui pesaient sur lui depuis l'affaire de Coro. Cependant, l'ensemble des colonies latino-américaines sont loin d'être unanimes à son sujet : beaucoup de notables, très liés à Madrid, s'inquiètent de ses projets indépendantistes, désormais affichés au grand jour.
Visitant tout le pays, Miranda s'active à travers la Société patriotique dont il prend la tête à répandre ses idées ; ce club, fondé le 14 août 1810 par la Junte, devient le principal promoteur de la rupture avec l'Espagne : le 5 février 1811, éclate un incident majeur, quand un émissaire venu de Cadix, menacé de mort par des partisans de la Junte, s'échappe et rejoint les Caraïbes ; d'autres agents gouvernementaux espagnols, capturés, sont exécutés. Miranda écrit à ses amis britanniques de se pas s'inquiéter. Le 2 mars 1811, il est élu député d'El Baúl, dans la province de Caracas, au premier congrès du pays. Le 2 juillet, le congrès reçoit une lettre de soutien de politiciens américains. Le lendemain, Miranda y fait un discours véhément, réclamant le vote de sécession. Le 5 juillet 1811, la déclaration officielle d'indépendance est rédigée, et il a l'honneur de signer la loi, publiée le 20 suivant. Il est vrai qu'en octobre 1811, le rêve de confédérer l'ensemble des colonies espagnoles en un seul pays, une confédération, semble bien compromis : le congrès vénézuélien rejette cette idée. Le 5 novembre, le président américain James Madison adresse au nouveau pays tout son soutien, tandis que de leurs côtés, les Espagnols tentent de faire passer Miranda aux yeux des Britanniques pour un révolutionnaire porté par les idées françaises, un bonapartiste, un futur « empereur du Pérou ».
Le pays est désormais dirigé par un triumvirat tournant, et dont le président est Cristóbal de Mendoza. Dès juillet 1811, le général Miranda et ses troupes doivent affronter de nombreuses révoltes de royalistes dans tout le pays. Le 21 décembre, le congrès adopte une constitution, la Première République vénézuélienne prend forme. En janvier 1812, la Nouvelle-Grenade fait à son tour sécession des Espagnols qui envoient en février Domingo de Monteverde à la tête d'une petite expédition préparer la riposte. En deux mois, Monteverde va constituer une armée suffisamment puissante pour menacer la révolution et l'indépendance.

### La déchéance

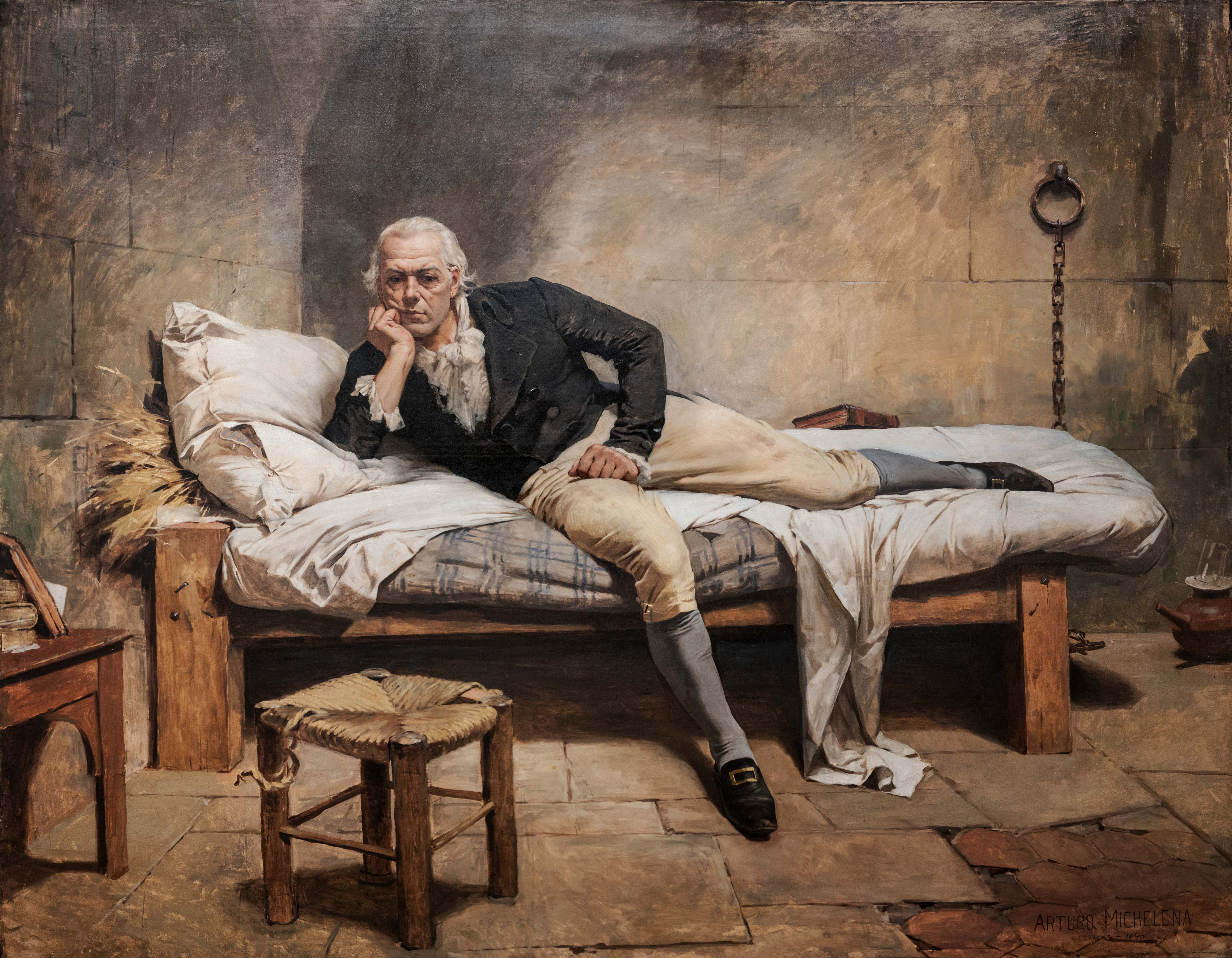
Miranda en La Carraca (1896), peinture d'Arturo Michelena — Caracas, Galería de Arte Nacional.

Le 25 avril 1812, le Congrès vénézuélien le nomme Dictador Plenipotenciario y Jefe Supremo de los Estados de Venezuela, après qu'un tremblement de terre a provoqué la mort de 10 000 personnes et jeté le trouble dans les rangs des républicains ; face au désordre, certains Vénézuéliens vont rejoindre les corps expéditionnaires espagnols.

De guerre lasse, après la contre-attaque de Monteverde, Miranda lui soumet le 25 juillet 1812 le traité de San Mateo — que les Vénézuéliens vont appeler « la capitulation de San Mateo », soit l'armistice. Simón Bolívar et ses hommes considèrent cet acte comme une trahison et le mettent en garde. Ce document est rédigé par Miranda et le conseil exécutif républicain, il prévoit la soumission d'une armée de 5 000 hommes face à un contingent espagnol beaucoup plus dispersé — les 10 000 soldats promis par Cadix ; les historiens continuent, deux siècles après, à se demander pourquoi Miranda engagea son pays dans une telle procédure défaitiste et humiliante. En novembre 1812, Alexander Scott, un Américain qui prenait en charge l'approvisionnement en soins et nourritures des rescapés du tremblement de terre, écrit aux élus de son pays combien l'acte de Miranda est une 

« capitulation honteuse et perfide (...). Qu'il soit un agent du gouvernement britannique comme il le dit actuellement, ou que cette conduite résulte d'un cœur lâche, je ne peux pas en décider. En ce qui me concerne, une connaissance en commun m'a convaincu qu'il était non seulement un tyran brutal et capricieux, mais sans courage, sans honneur et sans capacités. Ainsi se termine cette malheureuse révolution. »

Le 25 juillet, il fait diffuser dans la région de Caracas un ordre de dispersion aux bataillons et factions républicains. Le 28, Monteverde et ses hommes pénètrent dans Caracas, sans incident. Entre-temps, Miranda a disparu. Il se dirige en fait vers le port de La Guaira où attend à quai le navire marchand britannique Sapphire, qui doit embarquer non seulement Miranda mais Bolivar et d'autres officiers pour rejoindre Curaçao. Le 30 juillet, le capitaine le presse de monter à bord, mais inexplicablement, Miranda veut passer la nuit à quai. Durant la nuit, Bolivar et d'autres patriotes décident d'arrêter Miranda, le considérant comme un traître ; or, ce changement brutal de décision reste la grande énigme de cette histoire : d'après de nombreux témoins, ils devaient tous se rassembler aux Caraïbes et contre-attaquer, étant donné que le bateau contenait les affaires de Miranda et celles de Bolivar, dont plus de 20 000 pesos d'argent, somme considérable à l'époque. Au matin du 31 juillet, Bolivar et quelques insurgés escortent Miranda au château San Carlos, avec la complicité de Manuel María de las Casas, le gouverneur du port, qui avait indiqué l'endroit où dormait Miranda aux hommes de Bolivar, lesquels parviennent ensuite à s'enfuir par la mer, tandis que les Espagnols pénètrent dans la ville.
En prison, on l'enchaîne dans des conditions atroces durant plusieurs semaines, où, d'après son propre fils, Leander, il craint d'être empoisonné. Un début de procès avorte en novembre. Les Britanniques font savoir en décembre au secrétaire d'État espagnol qu'il est dangereux de le garder au Venezuela. Il est ensuite transféré à Caracas, et au château San Felipe de Puerto Cabello. En mai 1813, les troupes de Bolivar reprennent la ville, et le 4 juin, livrent Miranda aux Espagnols qui le conduisent au château El Morro de Puerto Rico. Son départ pour Cadiz s'effectue tout à la fin de l'année 1813, et il est enfermé à la citadelle de La Carraca le 4 janvier 1814, maintenu là aussi enchaîné. Le 21 mai, il réussit à transmettre un courrier à son ami Nicholas Vansittart, politicien britannique, à qui il demande d'intervenir. En décembre, un autre ami, l'ancien explorateur et marchand anglais John Turnbull tente de le faire libérer moyennant une transaction d'un millier de livres sterling mais échoue. Au printemps 1816, Miranda commence à rédiger ses mémoires de prison, ayant réussi à contacter un éditeur à Cadiz. Le 25 mars, il souffre d'une fièvre qui va aller s'aggravant. Au matin du 14 juillet, il meurt dans l'hôpital de la prison de La Carraca, et son corps est enterré dans le cimetière attenant.
Le 22 janvier 1895, ses restes sont finalement placés au Panthéon national du Venezuela.
Miranda est le fondateur de la Logia de los Caballeros Racionales à Cádiz, qui compte parmi ses membres d'autres blancs nés en Amérique latine comme Carlos María de Alvear, fondateur en 1814 de la loge du même nom à Montevideo, à l'époque où il est à la tête de la loge Lautaro à Buenos Aires.

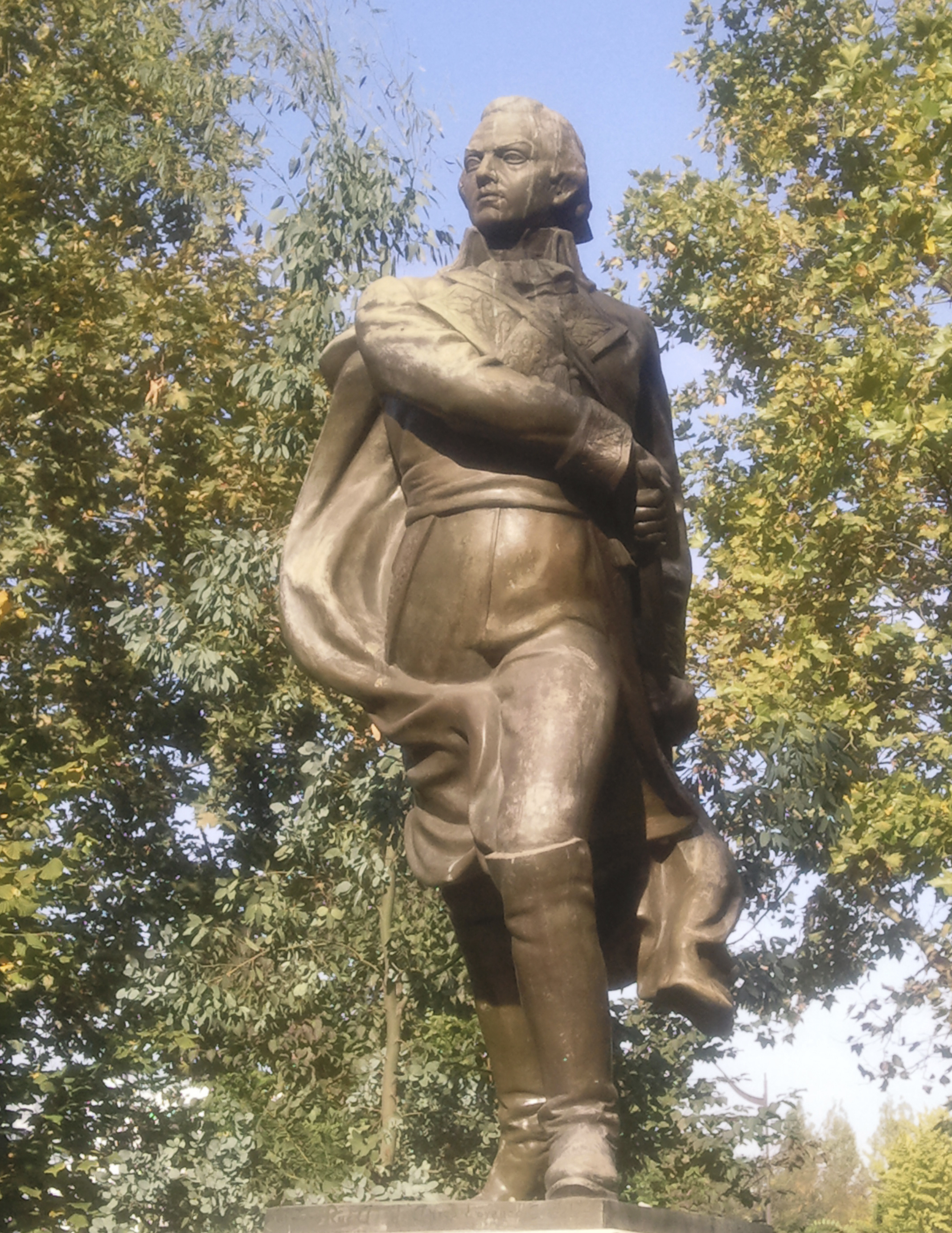
Statue en bronze de Francisco Miranda érigée dans le Square de l'Amérique-Latine à Paris,

## Postérité
Les couleurs du drapeau bleu, jaune et rouge qu'il a dessiné et planté lors de son retour au Venezuela en 1806, ont été conservées par le Venezuela, la Colombie et l'Équateur,.
Son buste apparaît plusieurs fois sur les billets de banque vénézuéliens : sur le 5 bolivars rouge (1989), puis sur le 2 et le 5000 bolivars émis en 2002 et 2007.
La base aérienne Generalísimo Francisco de Miranda est située dans l'est de l'aire métropolitaine de Caracas.
Il est le seul Latino-Américain dont le nom figure sur l'Arc de triomphe de l'Étoile à Paris.
Il existe par ailleurs des dizaines de monuments de par le monde qui rendent hommage à cet homme[réf. nécessaire].

## Vie privée
Miranda épouse à Londres en 1803 la Britannique Sarah Andrews (1774-1847) qui lui donne deux fils, Leander (1803-c.1886) et Francisco II (1806-1831). Le premier eut une nombreuse descendance et mourut à Paris,.

## Publications

### Ses écrits
- Correspondance du général Miranda avec le général Dumourier [sic], les ministres de la Guerre Pache et Beurnonville, depuis janvier 1793. Ordre du général Dumourier au général Miranda, pour la bataille de Nerwinden, et la retraite qui en a été la suite, In-8° , IV-87 p., Édition : Paris : Barrois l'aîné , (s. d.) — [Reprod.], 2 microfiches, Édition : [S.l.] : Maxwell , cop. 1991[26].
- Extrait du procès-verbal des délibérations du Comité de la Guerre, séance du lundi 8 avril, huit heures du soir, 33 p., Édition : [Paris] : Barrois l'aîné , [1793][27].
- Miranda à ses concitoyens, 24 p., Édition : [Paris] : Barrois l'aîné , [s.d.].
- Opinion du général Miranda sur la situation actuelle de la France, et sur les remèdes convenables à ses maux, 23 p., Édition : Paris : Impr. de la rue de Vaugirard , an III.
- À la Représentation nationale, In-8° , 16 p., Note : Même ouvrage que le précédent, suivi d'une lettre de Miranda à la Convention nationale, Édition : Paris : Barrois l'aîné , (an III).
- Convention nationale. Lettres des généraux Miranda, d'Arçon et Valence au ministre de la Guerre..., In-8° , 8 p., Édition : (Paris) : Impr. nationale , (s. d.) — Note : Au sujet de la levée du siège de Maestricht.
- [Lettre-circulaire du général Miranda à tous les commandants temporaires en Belgique, leur ordonnant de procurer au citoyen Chépy, agent de la République française, sûreté et protection.], In-fol. plano, Édition : Brugge : Weduwe van J. Van Praet , (s. d.) — en flamand et en français.
- Lettre du général Miranda, au quartier général d'Anvers, le 4 décembre 1792, l'an premier de la République française. - Brief van den generael Miranda..., In-fol. plano, En français et en flamand. Même ouvrage que le précédent. Suivi d'une lettre du général Ruault au citoyen Ferrand, commandant temporaire à Gand, où il lui transmet les félicitations du général Miranda sur sa conduite, Édition : (s. l. n. d.).
- Convention nationale. Lettres des généraux Miranda, d'Arçon et Valence au ministre de la guerre... (4-6 mars 1793.), In-8 °. Pièce, Édition : (Paris,) : Impr. nationale , (s. d.).
- Miranda à ses concitoyens : discours que je me proposais de prononcer à la Convention nationale, le 29 mars dernier, le lendemain de mon arrivée à Paris, In-8° , 24 p., Édition : (Paris,) : Barrois l'aîné , (s. d.), Auteur du texte : Francisco de Miranda (1750-1816)
- Miranda aux représentants du peuple français, In-8° , 8 p., Édition : (s. l. n. d.) — Protestation contre sa détention illégale.

### Archives mirandiennes en espagnol
- América espera, XLIII-462 p., Édition : Caracas : Fundación Biblioteca Ayacucho , 1982, Éditeur scientifique : José Luis Salcedo-Bastardo.
- Archivo del general Miranda I-XIV, 14 vol., Édition : Caracas : Léon Hermanos , 1929-1933.
- Archivo del general Miranda 15-24, 10 vol., Édition : Caracas : L. Hermanos [después] ; La Habana : Editorial Lex , 1938-1950, Auteur du texte : Francisco de Miranda (1750-1816) — Éditeur scientifique : Academia nacional de la historia. Venezuela.
- Colombeia, vol., Note : Contient l' Archive du général Francisco de Miranda. - La numérotation des vol. est continue à travers les différentes sections, Édition : Caracas : Ed. de la Presidencia de la República , (1978- ).
- Colombeia Primera sección. - Tomo I-II, Miranda súbdito español, 2 vol., Édition : Caracas : Ed. de la Presidencia de la República , 1978-1979 — Éditeur scientifique : Josefina Rodríguez de Alonso.
- Colombeia Tercera sección. - Tomo IX-X, Revolución francesa, vol., Édition : Caracas : Ed. de la Presidencia de la República , (1988- ) — Éditeur scientifique : Josefina Rodríguez de Alonso
- Colombeia Segunda sección. - Tomo III-VIII, El viajero ilustrado, 6 vol, Édition : Caracas : Ed. de la Presidencia de la República , 1980-1988 — Éditeur scientifique : Josefina Rodríguez de Alonso.
- Diario de Moscú y San Petersburgo [Journal de Moscou et de Saint-Pétersbourg], 227 p., Édition : Caracas (Venezuela) : Biblioteca Ayacucho , 1993 — Éditeur scientifique : Óscar Rodríguez Ortíz.
- Diario de viajes y escritos políticos, 389 p., Édition : Madrid : Éd. nacional , 1977 — Éditeur scientifique : Mario Hernández Sánchez-Barba
- The Diary of Francisco de Miranda, tour of the United States, 1783-1784, the Spanish text edited... by William Spence Robertson,..., In-4° , XXXVI-206 p., pl., portr., fac-sim., carte, Édition : New York : the Hispanic Society , 1928, Auteur du texte : Francisco de Miranda (1750-1816)

### Divers recueils d'écrits
- Francisco de Miranda y la modernidad en América, 223 p., Note : Contient des textes en espagnol, français et portugais. - Bibliogr. p. 217-223, Édition : Madrid : Fundación Mapfre Tavera ; Aranjuez : Doce Calles , 2004, Auteur du texte : Francisco de Miranda (1750-1816), Éditeur scientifique : Michael Zeuske
- Miranda dans la Révolution française. Recueil de documents authentiques relatifs à l'histoire du général Francisco de Miranda, pendant son séjour en France de 1792 à 1798. Édition officielle, comparée avec l'édition primitive de 1810, publiée à Londres par ordre du général Miranda ; arrangée d'après un plan méthodique et chronologique ; augmentée de documents omis dans l'édition de 1810 ; enrichie d'un appendice, dans lequel se trouvent des appréciations d'historiens français, anciens et modernes, sur Miranda ; et précédée d'une préface par Arístide Rojas,... Édition française, In-8° , XXII-391 p., portrait, Édition : Caracas : Impr. du Gouvernement national , 1889.
- Le Siècle des Lumières conté par Francisco de Miranda, [Textes choisis]. - [1], 664 p.-[16] p. de pl., Note : Contient un choix de textes de F. de Miranda. - Bibliogr. p. 657-660, Édition : Paris : Éditions France-Empire , cop. 1974.
- Francisco de Miranda. Textos sobre la independencia, In-8° (22 cm), 178 p. [Ech. int. 5831-60], Note : Biblioteca de la Academia nacional de la historia. 13. - Sesquicentenario de la independencia, Édition : Caracas , 1959.

### Biographie
- Paul Anselin, Francisco Miranda, le héros sacrifié, éditions Jean Picollec, 2018, 480 p.